# Inishmore Island
Inishmore Island (härrörande från iriskans Inis Mór med betydelsen 'den stora ön') eller Deer Island (ordagrant: Hjortön) finns i County Clare på Irland.

## Geografisk placering
Enligt Clare County Library ligger Innismore Island nära den västra flodbanken till River Fergus ungefär 400 m från byn Ballynacally. Ön mättes 1837 till 493 tunnland.

## Befolkning
Administrativt är ön en del av the District Electoral Division of Ballynacally. Befolkningen bestod 1996 endast av en (1) person vilket varit oförändrat sedan 1991. Inishmore Island är den enda bebodda ön i Clare. Vid 1901 års folkräkning bodde nio familjer på ön.

## Historia och arkeologi
Under 1837 blev ön nästan jämnt fördelad mellan betesmark och jordbruk. Ön tillhörde Earl of Egremont och kallades även Inchmore eller "stora ön". Ön är den största av öarna i floden Fergus. Samuel Lewis rapporterade att "Lin tidigare odlats här... men nu endast odlas delvis". Han nämnde också "vissa spår av ett kloster som fortfarande finns kvar, grundat... i en tidig period av Saint Senan av Inniscattery, som utsett St Liberius, en av sina lärjungar, till att leda den". Ruinerna av den gamla kyrkan, några kolera-gravar och en helig brunn kallad Tobar Breedia finns fortfarande kvar att se. Inishmore Island var en gång en hjort-park (deer) omgiven av vatten där Earl of Thomond höll ett levande skafferi av vilt.

## Närliggande öar
Närliggande öar är bland andra:
- Canon Island, historiskt kallad Elanogannonoch, där finns ruinerna från ett kloster byggt mellan 1166 och 1169 av Donald O'Brien, kung av Limerick.
- Inishdadroum ("ön av de två ryggarna") med ruinerna av två forntida kyrkor. I en av dessa var St Brendan av Kerry präst.
- Low Island.